# Alessandria Unione Sportiva 1945-1946
Questa pagina raccoglie i dati riguardanti l'Alessandria Unione Sportiva nelle competizioni ufficiali della stagione 1945-1946.

## Divise
| Prima maglia |

## Organigramma societario
Area direttiva
- Presidente: Giuseppe Benzi
- Vice-presidenti: G. Crotti, Giuseppe Moccagatta
- Consiglieri: E. Lanzavecchia, V. Maranzana, Piero Melchionni, Giovanni Battista Rangone, A. Rigoni, M. Roncali
- Segretario: Enrico Dericci

Area tecnica
- Allenatore: Mario Sperone
- Allenatore in seconda: Renato Cattaneo

Area sanitaria
- Responsabile: C. Villa
- Massaggiatore: Giovanni Bo

## Rosa
| N. |                   | Ruolo | Calciatore        |
| -- | ----------------- | ----- | ----------------- |
|    | Italia (bandiera) | P     | Luigi Diamante    |
|    | Italia (bandiera) | P     | Pietro Miglio     |
|    | Italia (bandiera) | D     | Angelo Borgogno   |
|    | Italia (bandiera) | D     | Luigi Cassano     |
|    | Italia (bandiera) | D     | Piero Pietrasanta |
|    | Italia (bandiera) | D     | Erminio Rosso     |
|    | Italia (bandiera) | D     | Luigi Vitto       |
|    | Italia (bandiera) | C     | Giuseppe Arezzi   |
|    | Italia (bandiera) | C     | Gino Armano       |
|    | Italia (bandiera) | C     | Luigi Bassi       |

| N. |                   | Ruolo | Calciatore       |
| -- | ----------------- | ----- | ---------------- |
|    | Italia (bandiera) | C     | Giacinto Ellena  |
|    | Italia (bandiera) | C     | Fabio Frugali    |
|    | Italia (bandiera) | C     | Mario Pietruzzi  |
|    | Italia (bandiera) | C     | Mario Pochettini |
|    | Italia (bandiera) | C     | Sergio Rampini   |
|    | Italia (bandiera) | C     | Rotino Rota      |
|    | Italia (bandiera) | A     | Carlo Garbarino  |
|    | Italia (bandiera) | A     | Livio Maccarino  |
|    | Italia (bandiera) | A     | Angelo Rosso     |
|    | Italia (bandiera) | A     | Carlo Stradella  |

## Risultati

### Serie B-C Alta Italia (Girone A)

#### Girone eliminatorio

##### Girone di andata
| Novara 14 ottobre 1945 1ª giornata | Novara           | 0 – 0 | Alessandria | Stadio Comunale\| Arbitro: \| Buratti (Milano) \| |
| Arbitro:                           | Buratti (Milano) |       |             |                                                   |

| Arbitro: | Boffardi (Genova) |

|           |           |  |
| Stradella | Marcatori |  |

| Arbitro: | Rosso (Casale Monferrato) |

|                      |           |                                          |
| Concesi 5’ Puppo 22’ | Marcatori | 60’, 68’, 72’ Stradella 61’, 85’ Frugali |

| Arbitro: | Moretti (Genova) |

|                                                   |           |  |
| E. Rosso , Stradella , Frugali Rampini , A. Rosso | Marcatori |  |

| Arbitro: | Carpani (Milano) |

|                |           |                    |
| Colli Anastasi | Marcatori | A. Rosso Stradella |

| Arbitro: | Canavesio (Torino) |

|           |           |                       |
| Stradella | Marcatori | Todeschini Mozzambani |

| Arbitro: | Sorbi (Genova) |

|                  |           |       |
| Rampini A. Rosso | Marcatori | Costa |

| Arbitro: | Massironi (Milano) |

|         |           |  |
| Peruzzo | Marcatori |  |

| Arbitro: | Milanone Ridor (Biella) |

|                                             |           |  |
| A. Rosso Stradella , Rampini Gazzeri (aut.) | Marcatori |  |

| Arbitro: | Limido (Milano) |

|                                |           |        |
| Vitto Arezzi Stradella Rampini | Marcatori | Tieghi |

| Arbitro: | Moretti (Genova) |

|  |           |       |
|  | Marcatori | Bassi |

##### Girone di ritorno
| Arbitro: | Porcellana (Genova) |

|                   |           |  |
| Martini Ghiglione | Marcatori |  |

| Arbitro: | Tibaldi (Savona) |

|                            |           |                                      |
| Stradella 10’ A. Rosso 75’ | Marcatori | 42’ Gaddoni 48’ Zironi 55’ Di Tullio |

| Reggio Emilia 10 febbraio 1946 15ª giornata | Ausonia La Spezia  | 0 – 0 | Alessandria | Stadio Mirabello\| Arbitro: \| Pancaldi (Bologna) \| |
| Arbitro:                                    | Pancaldi (Bologna) |       |             |                                                      |

| Arbitro: | Bertolio (Torino) |

|          |           |  |
| A. Rosso | Marcatori |  |

| Arbitro: | Sorbi (Genova) |

|                     |           |        |
| Voglino , Remondini | Marcatori | Arezzi |

| Biella 3 marzo 1946 18ª giornata | Biellese           | 0 – 0 | Alessandria | Stadio Lamarmora\| Arbitro: \| Massironi (Milano) \| |
| Arbitro:                         | Massironi (Milano) |       |             |                                                      |

| Arbitro: | Ferrazzi (Cremona) |

|                |           |           |
| Rampini Arezzi | Marcatori | Ivaldi II |

| Arbitro: | Porcellana (Genova) |

|        |           |                 |
| Biçaku | Marcatori | Arezzi A. Rosso |

| Arbitro: | Silvano (Torino) |

|  |           |          |
|  | Marcatori | A. Rosso |

| Arbitro: | Dellarole (Vercelli) |

|                     |           |         |
| Stradella Pietruzzi | Marcatori | Rabitti |

| Arbitro: | Canavesio (Torino) |

|                 |           |  |
| Frugali Rampini | Marcatori |  |

#### Girone finale

##### Girone di andata
| Arbitro: | Camiolo (Milano) |

|                               |           |                                 |
| A. Rosso , Arezzi , Stradella | Marcatori | (aut.) Cassano (rig.) Formentin |

| Cremona 5 maggio 1946 2ª giornata | Cremonese          | 0 – 0 | Alessandria | Stadio Giovanni Zini\| Arbitro: \| Bernardi (Bologna) \| |
| Arbitro:                          | Bernardi (Bologna) |       |             |                                                          |

| Arbitro: | Tassini (Verona) |

|                  |           |                       |
| Buscaglia (rig.) | Marcatori | Bassi Armano A. Rosso |

| Arbitro: | Poggipollini (Ferrara) |

|          |           |  |
| A. Rosso | Marcatori |  |

| Arbitro: | Pizzato (Venezia) |

|      |           |  |
| Losi | Marcatori |  |

##### Girone di ritorno
| Arbitro: | Carpani (Milano) |

|  |           |             |
|  | Marcatori | 85’ Rampini |

| Arbitro: | Camiolo (Milano) |

|           |           |  |
| Stradella | Marcatori |  |

| Arbitro: | Massironi (Milano) |

|                   |           |  |
| Rampini Stradella | Marcatori |  |

| Arbitro: | Dellarole (Vercelli) |

|                      |           |           |
| Cavigioli Turconi II | Marcatori | Stradella |

| Arbitro: | Carpani (Milano) |

|                                   |           |  |
| Frugali Rampini , A. Rosso Arezzi | Marcatori |  |

## Statistiche

### Statistiche di squadra
| Competizione  | Punti | In casa | In casa | In casa | In casa | In casa | In casa | In trasferta | In trasferta | In trasferta | In trasferta | In trasferta | In trasferta | Totale | Totale | Totale | Totale | Totale | Totale | DR  |
| Competizione  | Punti | G       | V       | N       | P       | Gf      | Gs      | G            | V            | N            | P            | Gf           | Gs           | G      | V      | N      | P      | Gf     | Gs     | DR  |
| ------------- | ----- | ------- | ------- | ------- | ------- | ------- | ------- | ------------ | ------------ | ------------ | ------------ | ------------ | ------------ | ------ | ------ | ------ | ------ | ------ | ------ | --- |
| Eliminatorie  | 30    | 11      | 9       | 0       | 2       | 30      | 9       | 11           | 4            | 4            | 3            | 12           | 11           | 22     | 13     | 4      | 5      | 42     | 20     | +22 |
| Girone finale | 15    | 5       | 5       | 0       | 0       | 15      | 2       | 5            | 2            | 1            | 2            | 6            | 4            | 10     | 7      | 1      | 2      | 21     | 6      | +15 |
| Totale        | -     | 16      | 14      | 0       | 2       | 45      | 11      | 16           | 6            | 5            | 5            | 18           | 15           | 32     | 20     | 5      | 7      | 63     | 26     | +37 |

### Statistiche dei giocatori
| Giocatore      | Eliminatorie | Eliminatorie | Girone finale | Girone finale | Totale   | Totale |
| Giocatore      | Presenze     | Reti         | Presenze      | Reti          | Presenze | Reti   |
| -------------- | ------------ | ------------ | ------------- | ------------- | -------- | ------ |
| G. Arezzi      | 22           | 4            | 10            | 3             | 32       | 7      |
| G. Armano      | 5            | 0            | 6             | 1             | 11       | 1      |
| L. Bassi       | 19           | 1            | 10            | 1             | 29       | 2      |
| A. Borgogno    | -            | -            | 2             | 0             | 2        | 0      |
| L. Cassano     | 21           | 0            | 10            | 0             | 31       | 0      |
| L. Diamante    | 18           | -17          | 6             | -4            | 24       | -21    |
| G. Ellena      | 16           | 0            | -             | -             | 16       | 0      |
| F. Frugali     | 21           | 2            | 10            | 1             | 31       | 3      |
| L. Maccarino   | 1            | 0            | -             | -             | 1        | 0      |
| P. Miglio      | 4            | -3           | 4             | -2            | 8        | -5     |
| P. Pietrasanta | 15           | 0            | 10            | 0             | 25       | 0      |
| M. Pietruzzi   | 7            | 1            | 10            | 0             | 17       | 1      |
| M. Pochettini  | 1            | 0            | -             | -             | 1        | 0      |
| S. Rampini     | 16           | 7            | 10            | 4             | 26       | 11     |
| A. Rosso       | 22           | 10           | 7             | 6             | 29       | 16     |
| E. Rosso       | 8            | 2            | -             | -             | 8        | 2      |
| R. Rota        | 7            | 0            | -             | -             | 7        | 0      |
| C. Stradella   | 17           | 13           | 7             | 4             | 24       | 17     |
| L. Vitto       | 22           | 1            | 8             | 0             | 30       | 1      |